# 田村俊磨
田村 俊磨（たむら としま、本名同じ。1938年6月12日 - ）は、日本の元実業家である。登司麿（読み同じ）の名を使うこともある。

## 概要
阪東妻三郎の次男であったが、本人は俳優業に全く興味はなく、慶應義塾大学経済学部卒業後は会社員になる。その間、あくまで付き合いで木下恵介監督の映画「笛吹川」（1960年）に兄・高廣が演じる役の少年時代に田村登志麿名義で出演、1965年7月17日のNHKドラマ『破れ太鼓』に田村登志麿名義で、他の兄弟と共に出演した。　高廣、正和が松竹を退社後は約3年間、2人のマネージャーも務めていた。その後は貿易会社の社長を務めていたが、2021年現在は既に社長を退き引退生活を送っているという。
一般的には兄の田村高廣、弟の田村正和、田村亮で「田村三兄弟」と知られているが、俊磨も含め4兄弟である。異母弟に俳優の水上保広がいる。

## 略歴
- 1962年、慶應義塾大学経済学部卒業[1]。東京通商入社。
- 1965年、NHKで阪東妻三郎13回忌記念として放送された破れ太鼓に4兄弟揃って出演した[3]。
- 1966年、同社退社。田村事務所（田村高廣、田村正和）のマネージャーとなる[1]。
- 1980年、田村産業株式会社設立。
- 1993年、同社の社名を株式会社タムサプライヤに改称。
- 2003年、阪東妻三郎50回忌にNHKBSで放送された、駆けよ!バンツマに4兄弟揃って出演[4]、当時の思い出を語った。

## 株式会社タムサプライヤ
- 取扱商品として　水防資材、屋外用テーブル・チェア、パラソル、健康指向食品、炭酸泉装置、除菌・消臭剤等。